# 4534 Rimskij-Korsakov
4534 Rimskij-Korsakov è un asteroide della fascia principale. Scoperto nel 1986, presenta un'orbita caratterizzata da un semiasse maggiore pari a 2,8003633 UA e da un'eccentricità di 0,1747811, inclinata di 7,24567° rispetto all'eclittica.